# Bei uns und nebenan
Bei uns und nebenan (Originaltitel: The Kids of Degrassi Street) ist eine kanadische Jugendserie, die von 1979 bis 1986 produziert wurde. Die deutschsprachige Erstausstrahlung war vom 27. März bis zum 21. November 1988 im ZDF zu sehen. Ab 1990 wurde sie bei 3sat wiederholt.

## Handlung
Die Serie erzählt vom Leben einer Gruppe von Acht- bis Zwölfjährigen in der kanadischen Großstadt Toronto.

## Besetzung
- Zoe Newman als Ida Lucas
- Peter Duckworth-Pilkington II. als Noel Canard
- Dawn Harrison als Cookie
- Allan Melusi als Fred Lucas
- Stacie Mistysyn als Lisa Canard
- Sarah Charlesworth als Casey Rothfels
- Geneviéve Appleton als Liz
- Rachel Blanchard als Melanie Schlegel
- Neil Hope als Robin Griffiths

## DVD-Veröffentlichung
Am 31. Juli 2007 wurde die komplette Serie mit allen 26 Episoden in den USA und am 12. März 2008 auch in Australien veröffentlicht.